# Черри, Нене
Нене Мэрианн Карлссон (род. 10 марта 1964[…], Стокгольм) — шведская певица, поэт, композитор и рэпер, дважды номинированная на премию Грэмми и MTV Europe Music Awards.

## Биография
Родилась в семье сьерра-леонского музыканта, сына вождя местного племени Ахмаду Джа, приехавшего в Стокгольм для учебы в университете, и шведской художницы и дизайнера Моки Черри. Приёмная дочь джазового трубача Дона Черри. Среди её братьев и сестёр — Игл Ай Черри и Титийо.
С 1981 года Нене — вокалистка английской пост-панк-группы Rip Rig & Panic, помимо этого работала в таких группах, как The Slits и The The в качестве бэк-вокалистки.
У Нене трое дочерей — Наима (от брака с Брюсом Смитом), Тайсон и Мейбел (от брака с музыкантом и продюсером Massive Attack Кэмероном Макви).
В 1989 Нене записала свой дебютный альбом «Raw Like Sushi», который представлял собой смесь хип-хоп-ритмов и поп-мелодий.
В 1992 вышел второй альбом «Homebrew», который Нене Черри записала в сотрудничестве с Джоффом Барроу и Майклом Стайпом.
В 1994 Черри в дуэте с сенегальским певцом Юссу Н’Дуром выпустила хит-сингл «7 Seconds», который принёс ей мировую славу.
В марте 1995 вышел сингл «Love Can Build A Bridge», он занял первые места в хит-парадах Великобритании.
В 1996 выпустила альбом «Man». Соавтором многих её песен в этом альбоме выступил её муж Камерон Маквей.
Ее A Thousand Threads вошло в шортлист Women's Prize for Non-Fiction (2025).

## Дискография

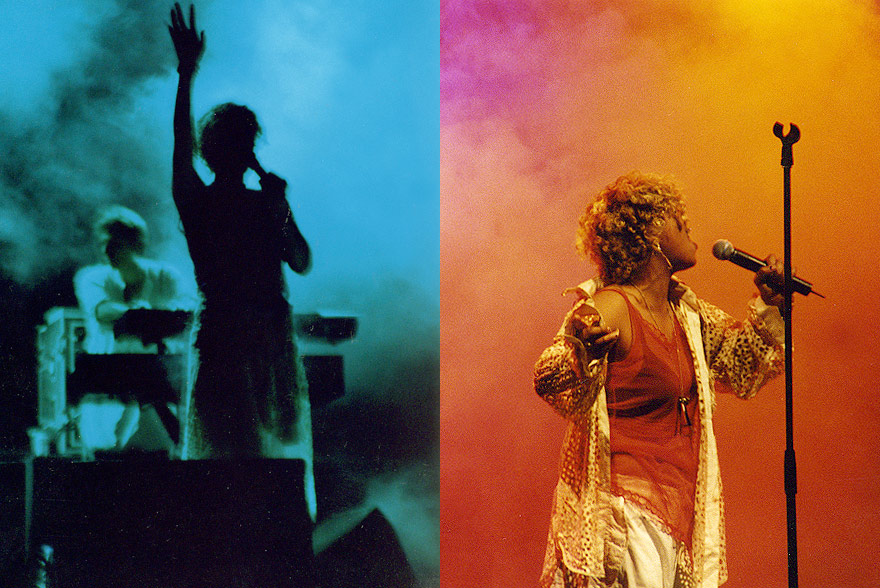
Выступление в Вене, 1996

### Альбомы
| Год  | Название        | UK | U.S. | AUS | GER | SWE |
| ---- | --------------- | -- | ---- | --- | --- | --- |
| 1989 | Raw Like Sushi  | 2  | 40   | 30  | 10  | 3   |
| 1992 | Homebrew        | 27 | —    | 49  | —   | 29  |
| 1996 | Man             | 16 | —    | 10  | 20  | 22  |
| 2014 | Blank Project   | 41 | —    | 38  | 39  | 40  |
| 2018 | Broken Politics | 76 | —    | 46  | 55  | —   |

### Совместные альбомы
с CirKus
- Laylow (2006)
- Medicine (2009)

с The Thing
- The Cherry Thing (2012)

### Синглы
| Год  | Название                                                                     | Место в чартах | Место в чартах | Место в чартах | Место в чартах | Место в чартах | Место в чартах | Место в чартах | Место в чартах | Альбом                       |
| Год  | Название                                                                     | UK             | U.S.           | U.S. Dance     | AUS            | NZ             | GER            | NL             | SWI            | Альбом                       |
| ---- | ---------------------------------------------------------------------------- | -------------- | -------------- | -------------- | -------------- | -------------- | -------------- | -------------- | -------------- | ---------------------------- |
| 1989 | «Buffalo Stance»                                                             | 3              | 3              | 1              | 21             | 14             | 2              | 1              | 2              | Raw Like Sushi               |
| 1989 | «\|Manchild»                                                                 | 5              | —              | —              | 51             | 4              | 2              | —              | 4              | Raw Like Sushi               |
| 1989 | «Kisses on the Wind»                                                         | 20             | 8              | 19             | 52             | 8              | 23             | —              | 9              | Raw Like Sushi               |
| 1989 | «Heart»                                                                      | —              | 73             | —              | 91             | —              | —              | —              | —              | Raw Like Sushi               |
| 1989 | «Inner City Mama»                                                            | 31             | —              | —              | —              | 15             | —              | —              | 17             | Raw Like Sushi               |
| 1990 | «I’ve Got You Under My Skin»                                                 | 25             | —              | —              | 61             | 32             | 23             | —              | 25             | Single Only                  |
| 1992 | «\|Money Love»                                                               | 23             | —              | —              | 85             | 31             | —              | —              | —              | Homebrew                     |
| 1993 | «Buddy X»                                                                    | 35             | 43             | 4              | —              | —              | —              | 23             | —              | Homebrew                     |
| 1994 | «7 Seconds» (совместно с Йуссу Н’Дуром)                                      | 3              | 98             | —              | 3              | 7              | 3              | 2              | 1              | Man                          |
| 1995 | «Love Can Build a Bridge» (вместе с Шер, Крисси Хайнд и Эриком Клэптоном)    | 1              | —              | —              | —              | —              | 62             | 41             | 21             | Single Only                  |
| 1996 | «Woman»                                                                      | 9              | —              | —              | 17             | 35             | 52             | 22             | 12             | Man                          |
| 1996 | «Kootchi»                                                                    | 38             | —              | —              | —              | —              | —              | —              | —              | Man                          |
| 1997 | «Feel It»                                                                    | 68             | —              | —              | 148            | —              | —              | —              | —              | Man                          |
| 1999 | «Buddy X '99» (совместно с Dreem Teem)                                       | 15             | —              | —              | —              | —              | —              | —              | —              | Single Only                  |
| 2000 | «Long Way Around» (совместно с Eagle-Eye Cherry)                             | 48             | —              | —              | —              | —              | —              | 81             | 45             | Living In the Present Future |
| 2003 | «Braided Hair» (1 Giant Leap совместно с Нене Черри и Speech)                | 78             | —              | —              | —              | —              | —              | 96             | —              | 1 Giant leap                 |
| 2006 | «Kids With Guns» (совместно с Gorillaz)                                      | 27             | —              | —              | 31             | —              | 97             | —              | —              | Demon Days                   |
| 2018 | «Kong»                                                                       | —              | —              | —              | —              | —              | —              | —              | —              | Broken Politics              |
| 2020 | «Wherever You Go» (совместно с The Avalanches при участии Jamie xx и CLYPSO) | —              | —              | —              | —              | —              | —              | —              | —              | We Will Always Love You      |